# Missä miehet ratsastaa
Missä miehet ratsastaa är en låt framförd av den finländska musikgruppen Teräsbetoni. Låten var Finlands bidrag i Eurovision Song Contest 2008 i Belgrad i Serbien. Låten är skriven av Jarkko Ahola.
Bidraget gick först vidare från den första semifinalen den 20 maj där det hamnade på åttonde plats med 79 poäng. I finalen den 24 maj slutade det på tjugoandra plats med 35 poäng.